# اخراج ایران از کمیسیون مقام زن ملل متحد
اخراج ایران از کمیسیون مقام زن ملل متحد در زمان جمهوری اسلامی و در بحبوحه خیزش اعتراضی ایران و پس از گزارش‌هایی از خشونت فیزیکی، جنسی و کلامی توسط جمهوری اسلامی نسبت به زنان معترض ایرانی انجام شد. شورای اقتصادی و اجتماعی سازمان ملل متحد در ۱۴ دسامبر ۲۰۲۲ (۲۳ آذر ۱۴۰۱) با اکثریت آرا ایران را از کمیسیون مقام زن ملل متحد اخراج کردند. قطعنامه پیشنهادی برای این امر از سوی ایالات متحده ارائه شده بود و ۲۹ عضو این شورای از قطعنامه پیشنهادی حمایت کردند.
این اقدام برای نخستین بار در تاریخ این کمیسیون سازمان ملل متحد روی داد و واکنشی از سوی جامعه جهانی به سرکوب اعتراضات زنان در طول خیزش اعتراضی بود که با کشته‌شدن مهسا امینی آغاز شد. همزمان با استقبال برخی از شهروندان و فعالان سیاسی مخالف جمهوری اسلامی از اخراج ایران از کمیسیون مقام زن سازمان ملل، سخنگوی وزارت خارجه ایران این اقدام را «غیرقانونی» خواند و یکی از مقام‌های معاونت امور خانواده رئیس‌جمهور ایران نیز گفت که این تصمیم «بی‌طرفی کمیسیون مقام زن» را خدشه‌دار کرد.

## پیش‌زمینه
ایران در نشست مارس ۲۰۲۲ شورای اقتصادی و اجتماعی سازمان ملل متحد، با ۴۳ رأی موافق از مجموع ۵۴ رأی کشورهای عضو، برای مدت چهار سال به عضویت کمیسیون مقام زن درآمده بود. کمیسیون مقام زن ملل متحد نقش تصمیم‌گیری با ضمانت اجرایی ندارد، اما بالاترین مقام نظارتی در حوزه زنان در سازمان ملل و اصلی‌ترین نهاد جهانی برای دفاع از حقوق زنان و از بین بردن تبعیض است که به عنوان زیرمجموعه شورای اقتصادی و اجتماعی سازمان ملل فعالیت می‌کند.
طرح اخراج ایران از کمیسیون مقام زن سازمان ملل پس از کشته‌شدن مهسا امینی دختر ۲۲ ساله‌ی ایرانی در بازداشت گشت ارشاد و سرکوب خیزش اعتراضی بعد از آن مطرح شد. در جریان این خیزش اعتراضی، گزارش‌هایی از خشونت فیزیکی، جنسی و کلامی توسط جمهوری اسلامی نسبت به زنان معترض ایرانی منتشر شده بود. نوامبر ۲۰۲۲ نیز شورای حقوق بشر سازمان ملل، مستقر در ژنو، با تصویب قطعنامه‌ای، کمیته حقیقت‌یابی برای تحقیقات مستقلی دربارهٔ سرکوب مرگبار اعتراضات توسط جمهوری اسلامی تشکیل داده بود.
قطعنامه پیشنهادی ایالات متحده در پی آن تهیه شد که بسیاری از نهادهای حقوق بشری خواهان اخراج جمهوری اسلامی از کمیسیون مقام زن سازمان ملل شدند. سیزده نهاد حقوق بشری از جمله بنیاد سیامک پورزند، مرکز اسناد حقوق بشر ایران، بنیاد عبدالرحمن برومند، کمپین فعالان بلوچ، انجمن حقوق بشر کردستان و سازمان حقوق بشری کردپا با انتشار بیانیه‌ای مشترک خواستار لغو عضویت جمهوری اسلامی در کمیسیون مقام زن سازمان ملل شدند. سازمان دیده‌بان ملل متحد نیز پیش‌نویس قطعنامه‌ای را تهیه کرده و در آن از شورای سازمان ملل متحد خواسته بود جمهوری اسلامی ایران را از کمیسیون زنان این نهاد اخراج کند.
گروهی از زنان سرشناس در عرصه‌های سیاسی و اجتماعی از جمله هیلاری کلینتون، میشل اوباما، لورا بوش بانوان اول سابق آمریکا و ملانی جولی وزیر امور خارجه کانادا، شیرین عبادی، ملاله یوسف زی و نادیا مراد نیز طی نامه‌ای خواستار خروج جمهوری اسلامی ایران از کمیسیون مقام زن سازمان ملل شده بودند.

## نشست
این نشست چهارشنبه ۱۴ دسامبر ۲۰۲۲ در شورای اقتصادی اجتماعی سازمان ملل و به ریاست لاشزارا اسووا برگزار شد. پیش‌نویس قطعنامه اخراج ایران از کمیسیون مقام زن ملل متحد با نام «قطعنامه E/2023/L.4» و تحت عنوان «پایان دادن به عضویت جمهوری اسلامی ایران در کمیسیون مقام زن برای باقی دوره ۲۰۲۲–۲۰۲۶ عضویت آن» دستور کار این نشست قرار گرفت. در رأی‌گیری، ۲۹ کشور از ۵۲ عضو حاضر در این جلسه رأی مثبت، ۸ کشور رأی منفی و ۱۶ کشور نیز رأی ممتنع دادند.
آرژانتین، اتریش، بلژیک، بنین، بلغارستان، کانادا، شیلی، کلمبیا، کرواسی، جمهوری چک، دانمارک، فنلاند، فرانسه، یونان، گواتمالا، اسرائیل، ایتالیا، ژاپن، لتونی، لیبی، لیبریا، مونته‌نگرو، نیوزیلند، پاناما، پرو، پرتغال، کره جنوبی، بریتانیا و ایالات متحده آمریکا ۲۹ کشوری بودند که به پیش‌نویس قطعنامه رای مثبت دادند.
بولیوی، چین، قزاقستان، نیکاراگوئه، نیجریه، عمان، روسیه و زیمبابوه رای مخالف و بنگلادش، بوتسوانا، کنگو، ساحل عاج، ایسواتینی (سوازیلند سابق)، گابون، هند، اندونزی، ماداگاسکار، جزیره موریس، مکزیک، جزایر سلیمان، تایلند، تونس و تانزانیا هم شانزده کشوری بودند که رای ممتنع دادند.
لیندا توماس گرینفیلد، سفیر ایالات متحده آمریکا در سازمان ملل متحد، در جلسه رای‌گیری با اشاره به خلاصه‌ای از چگونگی بازداشت و مرگ مهسا امینی گفت «او را به جرم زن بودن کشتند». در این جلسه امیرسعید ایروانی، سفیر و نماینده دائم ایران در سازمان ملل متحد، با انتقاد از رای‌گیری مدعی شد که درخواست ایالات متحده کاملاً غیرقانونی است.

## واکنش‌ها
سعید ایروانی، سفیر جمهوری اسلامی در سازمان ملل متحد، آمریکا را به آزار و اذیت کشورش متهم کرد. علی بهادری جهرمی، سخنگوی دولت ابراهیم رئیسی، با انتشار یک توییت به میزان قتل زنان در آمریکا اشاره کرد و با طعنه گفت آمریکا بانی اخراج جمهوری اسلامی از این کمیسیون بوده‌است. خدیجه کریمی، مدیرکل امور بین‌الملل معاونت زنان و خانواده ریاست جمهوری ایران نیز این اقدام را در راستای «نقض سیستماتیک حقوق زنان» خواند.
برخی شهروندان در شهر سقز، با آتش‌بازی اخراج ایران از کمیسیون مقام زن را جشن گرفتند. همچنین برخی از فعالان سیاسی و مدنی مخالف جمهوری اسلامی از جمله آتنا دائمی، شادی صدر، مسیح علی‌نژاد، حامد اسماعیلیون و رضا پهلوی، از این اقدام شورای اقتصادی و اجتماعی سازمان ملل حمایت کردند. نازنین بنیادی، فعال حقوق بشر در حساب توییتری خود نوشت این قطعنامه مدیون تلاش‌های خستگی‌ناپذیر فعالان حقوق زن و فراخوان‌های متعدد جهانی بوده‌است. شادی صدر وکیل، روزنامه‌نگار، فمینیست و فعّال حقوق زنان ایرانی نوشت «این پیروزی گوارای وجود جان‌های بزرگی باشد که در خیابان مبارزه می‌کنند.»
جیک سالیوان، مشاور امنیت ملی ایالات متحده، در بیانیه‌ای این رای نشانه دیگری از همگرایی فزاینده بین‌المللی دربارهٔ ایران و خواسته پاسخگو کردن مقامات آن دانست. کامالا هریس، معاون رئیس‌جمهوری آمریکا، نیز اخراج ایران از کمیسیون مقام زن سازمان ملل را یک پیروزی بزرگ برای معترضان ایران خواند. یائیر لاپید، نخست‌وزیر اسرائیل، از این تصمیم به دلیل سیاست‌هایی که آن را مغایر با حقوق زنان و دختران می‌دانست، ستایش کرد. کتی منینگ، از اعضای دموکرات مجلس نمایندگان آمریکا نوشت «ما در کنار زنان و دختران شجاع ایرانی که مورد ظلم وحشیانه قرار گرفته‌اند می‌ایستیم.»